# Anine Bing
Anine Bing é uma marca de moda para o público feminino. Foi fundada em 2012 e está sediada no centro de Los Angeles, Califórnia.
A fundadora, Anine Bing, também é blogueira, além de cantora e ex-modelo.

Nascida na Dinamarca, criada na Suécia e com ascendência dinamarquesa e brasileira, Bing viveu e trabalhou em cidades como Londres, Estocolmo, Hamburgo e Joanesburgo. Ela obteve os seus primeiros trabalhos enquanto modelo aos 15 anos.